# Адамантій
Адамантій — вигаданий металевий сплав, який з'являється в американських коміксах, виданих Marvel Comics. Він найвідоміший як субстанція, вкладена у скелет і кігті персонажа Росомахи. Адамантій було створено сценаристом Роєм Томасом і художниками Баррі Віндзором-Смітом і Сідом Шоресом у «Месниках» № 66 (липень 1969) Marvel Comics, який подає субстанцію як частину зовнішньої оболонки персонажа Альтрона. В оповіданнях, де він з'являється, визначною якістю адамантію є його практична незнищенність.

## Етимологія
Слово є псевдолатинським неологізмом (справжня латина: adamans, adamantem [знахідний]), заснованим на англійському іменнику та прикметнику «Адамант» (і похідному прикметнику adamantine) з новолатинським суфіксом «-ій». Прикметник довго використовувався на позначення властивості неприступності, алмазоподібної твердості, або для опису дуже твердої / рішучої позиції (наприклад Він адамантно відмовився піти). Іменник «adamant» довго використовувався для позначення будь-якої непроникної чи непохитно твердої субстанції та, раніше, легендарного каменя, скелі чи мінералу непроникної твердості й з багатьма іншими властивостями, часто ототожнюваної з алмазом або ложестоуном. «Адамант» і літературна форма «адамантин» з'являються у таких роботах, як «Прометей закутий», «Енеїда», «Королева фей», «Втрачений рай», «Мандри Гуллівера», «Пригоди Тома Соєра», «Володар перснів» і фільмі «Заборонена планета» (як «адамантова сталь»), всі з яких передують використанню «адамантію» у коміксах Marvel.

## Історія та властивості
Згідно з коміксами, компоненти сплаву зберігаються в окремих партіях — типово у блоках смоли — перед литтям. Адамантій отримують шляхом плавлення блоків разом, змішуючи компоненти, поки смола випаровується. Потім сплав повинен бути відлитий протягом восьми хвилин. Адамантій Marvel Comics має екстремально стабільну молекулярну структуру, що запобігає його подальшому формуванню, навіть якщо температура достатньо висока для тримання його в рідкому стані. У своєму твердому стані він описується як темний, блискучий і сірий як високоякісна сталь або титан. Майже неможливо зруйнувати чи зламати у цьому стані, а потім сформувати до гострої грані, він може проникати в набагато менші матеріали із мінімальною силою.
Персонаж Росомахи одного разу виявив пронизаний адамантієм череп у лабораторії Апокаліпсиса та каже, що, здавалося, він був там еони тому.

## Як ключовий компонент
Адамантій з'являється в різних публікаціях і ліцензованих продуктах Marvel Comics, де він знаходиться в:
- Зовнішній оболонці Альтрона[1]
- Скелеті й кігтях Росомахи[7]
- Скелеті й кігтях Шаблезубого[8]
- Скелеті й пазурах Леді Смертельний Удар[en][9]
- Кігтях Ікс-23[en][10]
- Тілі Росіянина[en], після його воскресіння генералом Крейгкопфом[11]

## Ultimate Marvel
У відбитку Marvel Comics Ultimate Marvel, адамантій дуже міцний та може екранувати розум особи від телепатичного зондування чи атак. Він є компонентом кігтів і скелету персонажів Ultimate Marvel Росомахи та Леді Смертельний Удар. Ця версія адамантію не незламна. В Ultimates № 5, Халк ламає голку, зроблену з адамантію. В Ultimate X-Men № 11 (грудень 2001), адамантієва клітка пошкоджена бомбою. В Ultimate X-Men № 12 (січень 2002), один із чотирьох адамантієвих кігтів Шаблезубого зламано.